# Jan A. Kozák
Jan A. Kozák (* 1979) je český religionista, překladatel, vysokoškolský učitel a spisovatel. Působí na Ústavu filosofie a religionistiky Filozofické fakulty Univerzity Karlovy. Zabývá se severskou mytologií.

## Životopis
Narodil se v Praze do disidentské rodiny. Je synem českého překladatele a badatele Jana Kozáka. Vystudoval Gymnázium Jana Keplera a posléze (1998) nastoupil na FFUK, kde v roce 2009 získal magisterský titul v oborové kombinaci latina a religionistika. Mimo latiny však studoval další pramenné jazyky, konkrétně sanskrt, starořečtinu, biblickou hebrejštinu a staroseverštinu. V roce 2015 získal Ph.D. s disertační prací knižně vyšlou pod názvem Óðinn: mýtus, oběť a iniciace. Od roku 2015 působí s dvouletou přestávkou na Ústavu filozofie a religionistiky FFUK. Mimo akademickou kariéru se věnuje také historickému šermu, tvorbě fantastického světa Siranie a výtvarné činnosti. Mimo jiné je také jungovským psychoterapeutem. Mezi jeho celoživotní zájem patří také dílo
J. R. R. Tolkiena.

## Dílo
Ačkoliv se nejprve při studiích věnoval antickým a indickým náboženstvím, později se zaměřil na náboženství starých seveřanů. V religionistice zaujímá komparativní přístup a to zejména v indoevropské jazykové oblasti v duchu komparativní indoevropeistiky G. Dumézila. Dále se zabývá teorií mýtu. 
Už od studií se také věnuje překladatelské činnosti. V anglicko-české bilingvě vydal dvě Tolkienova díla: Legenda o Sigurdovi a Gudrún / The Legend of Sigurd and Gudrún (2012) a Pád Artušův / The Fall of Arthur (2016). Ve staroseversko-české pak dílo s názvem Sága o Hervaře, I – Hervarar saga, jež zpracoval také v pěti samostatných studiích v knize Sága o Hervaře, II – Komentář. 
Dále překládá ze staroseverštiny a latiny. Asi nejvýznamnějším akademickým úspěchem bylo získání prestižního Marie Skłodowska-Curie Fellowship, díky němuž strávil 2 roky (2018-2020) na univerzitě v norském Bergenu v rámci výzkumného projektu s názvem “The Symbolism of the Body in Northern Europe: Cognitive Metaphors and Old Norse Myth from the Viking Age to Late Medieval Times”. 
Od roku 2021 je také členem výzkumné mezioborové skupiny zabývající se fenoménem konspiračních teorií. V roce 2022 mu vyšlo dílo Monomýtus: syntetické pojednání o teorii mýtu.

## Hlavní vlivy
Carl Gustav Jung, Mircea Eliade, Georges Dumézil, Friedrich Nietzsche, Ladislav Klíma, Sigmund Freud, Douglas Hofstadter, Radek Chlup, Slavoj Žižek